# Simon Antoine Jean L'Huilier

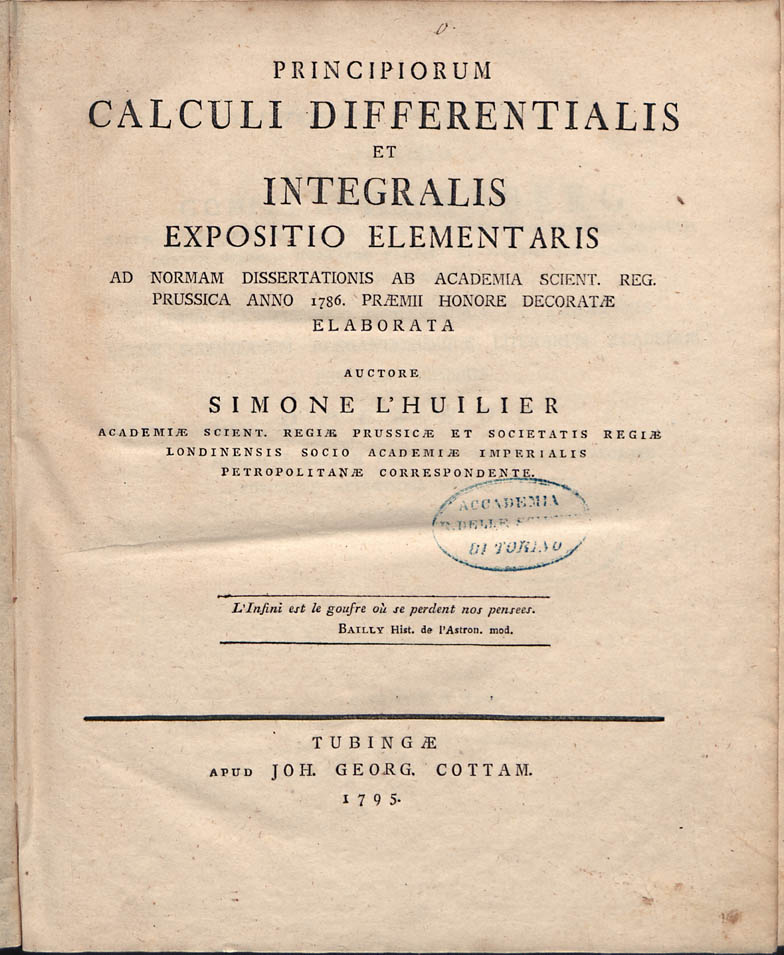
Titelsidan till L'Huiliers Principiorum calculi differentialis et integralis expositio elementaris, en förbättrad utgåva på latin 1795 av den uppsats han skrivit om gränsvärden till Berlinakademins tävling.

Simon Antoine Jean L'Huilier, även skrivet Lhuilier, född den 24 april 1750 i Genève, död den 28 mars 1840 i samma stad, var en schweizisk matematiker.
Hans föräldrar, guldsmeden och juveleraren Laurent och dennes andra maka Suzanne-Constance f. Matte, var hugenotter och familjen L'Huilier kom ursprungligen från Mâcon (men de fick fly efter att ediktet i Nantes upphävts 1685 och kom 1691 till Genève).
L'Huilier blev tidigt intresserad av matematik, studerade vid den kalvinistiska akademin under Eulers elev Louis Bertrand (matematik) och Georges-Louis Le Sage (fysik). Genom den senares försorg fick L'Huilier sin första anställning som privatlärare i en familj.
Genom Le Sages tidigare elev Christoph Pfleiderer, professor vid militärakademin i Warszawa, kom han att delta i en tävling som utlysts för att finna de bästa författarna till läroböcker för polska skolor (tidigare hade undervisningen skett på latin), varvid han utsågs att skriva läroboken i matematik (vilket blev tre delar i polsk översättning). Den polske prinsen och tidigare tronpretendenten Adam Kazimierz Czartoryski, som varit inblandad i lärobokstävlingen, var så imponerad av L'Huiliers arbete att han 1777 anställde denne som privatlärare på sitt palats i Puławy.
L'Huilier stannade vid palatset i elva år och skrev flera matematiska artiklar under denna tid, bland dem ett vinnande bidrag, Exposition élémentaire des principes des calculs supérieurs (1787), till en tävling utlyst av akademin i Berlin 1784 i vilket han införde "lim" som beteckning för gränsvärde.
Revolutionsåret 1789 återvände L'Huilier till Genève, men fann situationen så instabil att han for till Tübingen, där Pfleiderer nu var professor. När Louis Bertrands professur i Genève upphörde 1795, utsågs L'Huilier som efterträdare - en tjänst han behöll till pensioneringen 1823.
1795 gifte han sig med Marie Cartier och paret fick två barn.
Simon L'Huilier utsågs till Fellow of the Royal Society den 5 maj 1791. Han var även ledamot av vetenskapsakademierna i Berlin och Göttingen, korresponderande ledamot av vetenskapsakademin i Sankt Petersburg samt hedersprofessor vid Universitetet i Leiden.

## Verk
Läroböcker:

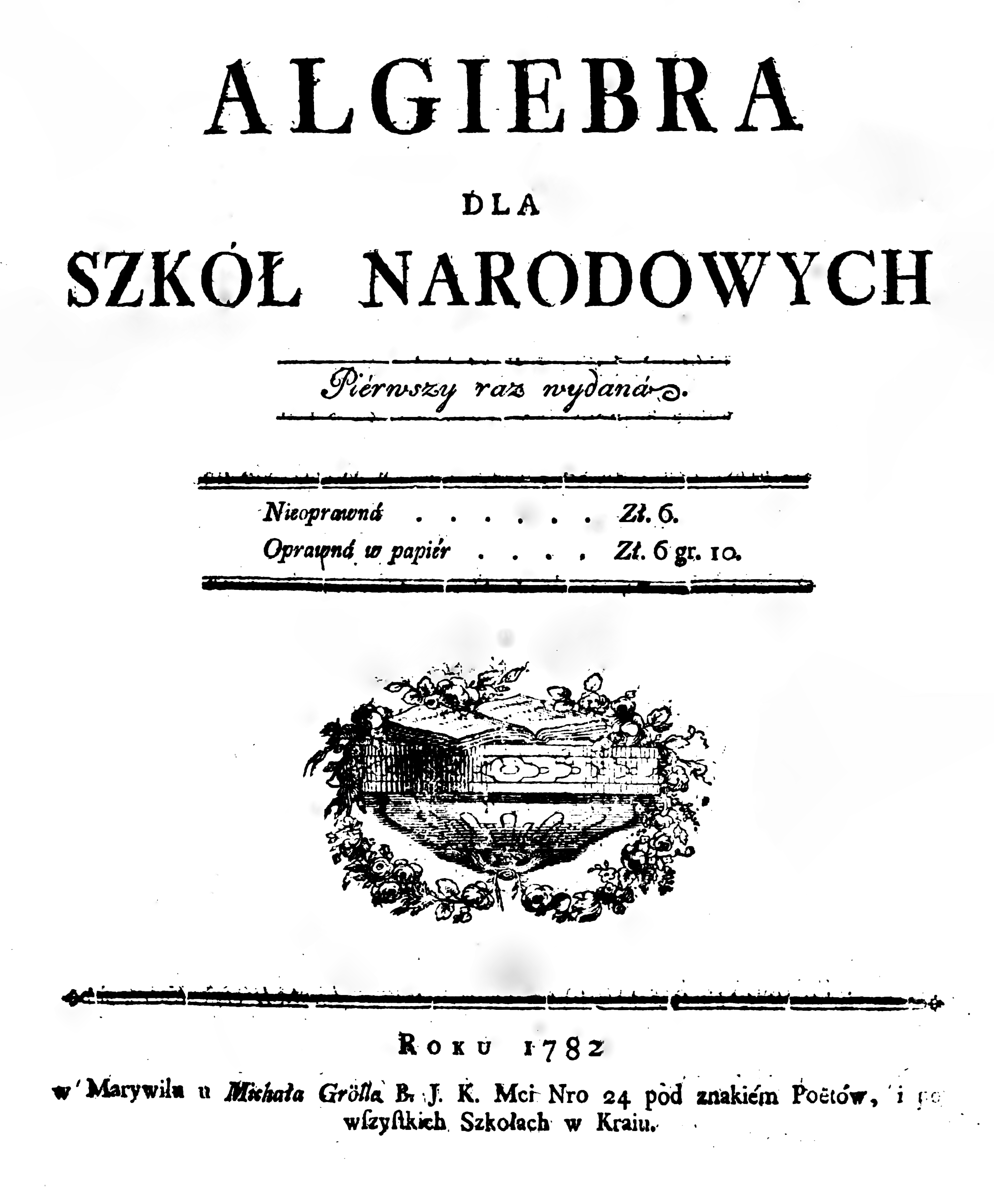
Algiebra dla Szkół Narodowych, "Algebra för nationella skolor", titelsida. Vem som var författare var inte väsentligt.

- På franska: Éléments d'arithmétique et de géométrie, Warszawa 1778.
- På polska i översättning av  Jędrzej Gawrónski (1744-1813):[16]
  - Algiebra dla Szkół Narodowych, Warszawa 1782
  - Arytmetyka Dla Szkół Narodowych Trzeci raz wydana, Kraków 1785.
  - Geometrya Dla Szkoł Narodowych, Warszawa 1782.
    - Geometrya Dla Szkoł Narodowych. Cz. 1, Vilnius 1796.
    - Geometria dla szkół narodowych. Cz. 2, Kraków 1785.

Vetenskapliga verk:
- Exposition élémentaire des principes des calculs supérieurs, Berlin 1786.
- Polygonométrie Ou De La Mesure Des Figures Rectilignes, Paris och Genève 1789. Med
- Principiorum Calculi Differentialis et Integralis expositio elementaris, Tübingen 1795.
- Élemens raisonnés d’algèbre, Genève 1804.
- Théorèmes de polyhédrométrie, i Memoires Presentes a L'institut des Sciences , sid. 264-289, Paris 1805.
- Élémens d’analyse géométrique et d’analyse algébrique, Paris och Genève 1809.